# Сассарини, Андреа
Андреа Сассарини (итал. Andrea Sassarini; 19 мая 1979) — итальянский футбольный тренер.

## Биография
На своей родине не работал на высоком уровне. С конца января по начало марта 2022 год итальянец был главным тренером болгарского клуба элитной Первый лиги «Царско село». Под его руководством команда провела три матча и во всех из них она потерпела поражение. Она уступила «Берое» (1:2), «Локомотиву» из Пловдива (0:1) и софийскому ЦСКА (0:2). В марте уступил свое место у руля «Царско село» своему соотечественнику Стефано Маккоппи, который также не задержался в этой должности.
В 2023 году Сассарини был главным тренером финского клуба «Джаз», выступающим в одной из низших лиг.